# Harrison Voight
Harrison Samuel Voight (* 12. Mai 2006 in Queensland) ist ein australischer Motorradrennfahrer.
Voight fährt 2025 in der Moto2-Europameisterschaft für Cardoso Racing.

## Statistik in der Motorrad-Weltmeisterschaft
(Stand: Saisonende 2024)
| Saison | Klasse | Team                  | Motorrad | Rennen | Siege | Zweiter | Dritter | Poles | Schn. Runden | Punkte | Position |
| ------ | ------ | --------------------- | -------- | ------ | ----- | ------- | ------- | ----- | ------------ | ------ | -------- |
| 2022   | Moto3  | SIC58 Squadra Corse   | Honda    | 1      | –     | –       | –       | –     | –            | 0      | 40.      |
| 2024   | Moto2  | Preicanos Racing Team | Kalex    | 3      | –     | –       | –       | –     | –            | 0      | 35.      |
| Gesamt | Gesamt | Gesamt                | Gesamt   | 4      | 0     | 0       | 0       | 0     | 0            | 0      |          |

Einzelergebnisse
| Saison | 1     | 2          | 3           | 4         | 5          | 6          | 7          | 8           | 9           | 10                     | 11          | 12                     | 13         | 14             | 15         | 16    | 17         | 18         | 19       | 20           |
| ------ | ----- | ---------- | ----------- | --------- | ---------- | ---------- | ---------- | ----------- | ----------- | ---------------------- | ----------- | ---------------------- | ---------- | -------------- | ---------- | ----- | ---------- | ---------- | -------- | ------------ |
| 2022   | Katar | Indonesien | Argentinien | USA-Texas | Portugal   | Spanien    | Frankreich | Italien     | Katalonien  | Deutschland            | Niederlande | Vereinigtes Konigreich | Osterreich | San Marino     | Aragonien  | Japan | Thailand   | Australien | Malaysia | Valencia     |
| 2022   |       |            |             |           |            |            |            |             |             |                        |             |                        | 23         |                |            |       |            |            |          |              |
| 2024   | Katar | Portugal   | USA-Texas   | Spanien   | Frankreich | Katalonien | Italien    | Niederlande | Deutschland | Vereinigtes Konigreich | Osterreich  | Aragonien              | San Marino | Emilia-Romagna | Indonesien | Japan | Australien | Thailand   | Malaysia | Black Ribbon |
| 2024   |       |            |             |           |            |            |            |             |             |                        |             |                        |            |                |            |       | 18         | 22         | DNF      |              |

| Legende  | Legende            | Legende                                                          |
| Farbe    | Abkürzung          | Bedeutung                                                        |
| -------- | ------------------ | ---------------------------------------------------------------- |
| Gold     | –                  | Sieg                                                             |
| Silber   | –                  | 2. Platz                                                         |
| Bronze   | –                  | 3. Platz                                                         |
| Grün     | –                  | Platzierung in den Punkten                                       |
| Blau     | –                  | Klassifiziert außerhalb der Punkteränge                          |
| Violett  | DNF                | Rennen nicht beendet (did not finish)                            |
| Violett  | NC                 | nicht klassifiziert (not classified)                             |
| Rot      | DNQ                | nicht qualifiziert (did not qualify)                             |
| Rot      | DNPQ               | in Vorqualifikation gescheitert (did not pre-qualify)            |
| Schwarz  | DSQ                | disqualifiziert (disqualified)                                   |
| Weiß     | DNS                | nicht am Start (did not start)                                   |
| Weiß     | WD                 | zurückgezogen (withdrawn)                                        |
| Hellblau | PO                 | nur am Training teilgenommen (practiced only)                    |
| Hellblau | TD                 | Freitags-Testfahrer (test driver)                                |
| ohne     | DNP                | nicht am Training teilgenommen (did not practice)                |
| ohne     | INJ                | verletzt oder krank (injured)                                    |
| ohne     | EX                 | ausgeschlossen (excluded)                                        |
| ohne     | DNA                | nicht erschienen (did not arrive)                                |
| ohne     | C                  | Rennen abgesagt (cancelled)                                      |
| ohne     | keine WM-Teilnahme |                                                                  |
| sonstige | P/fett             | Pole-Position                                                    |
| sonstige | 1/2/3/4/5/6/7/8    | Punktplatzierung im Sprint-/Qualifikationsrennen                 |
| sonstige | SR/kursiv          | Schnellste Rennrunde                                             |
| sonstige | *                  | nicht im Ziel, aufgrund der zurückgelegten Distanz aber gewertet |
| sonstige | ()                 | Streichresultate                                                 |
| sonstige | unterstrichen      | Führender in der Gesamtwertung                                   |